# David Cassidy

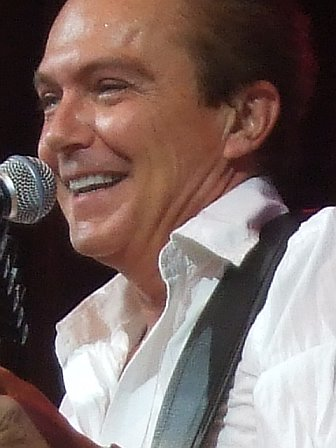
David Cassidy (2007)

David Bruce Cassidy (* 12. April 1950 in New York City; † 21. November 2017 in Fort Lauderdale, Florida) war ein US-amerikanischer Schauspieler und Sänger. Zu Beginn der 1970er Jahre wurde er durch die Fernsehserie Die Partridge Familie ein internationaler Star. Cassidy war zu dieser Zeit kommerziell erfolgreicher als Elvis Presley, John Lennon oder Elton John.

## Leben

### Jugend
David Cassidy wurde im New Yorker Flower Fifth Hospital als Sohn des Schauspielers Jack Cassidy und der Schauspielerin Evelyn Ward geboren. Erste musikalische Erfahrungen sammelte er im Kirchenchor in West Orange, New Jersey. 1955 trennten sich die Eltern und 1960 zog Cassidy mit seiner Mutter nach Los Angeles. 1968 schloss er die Rexford High School in Beverly Hills ab. Seine erste Rolle hatte er 1969 in New York City im Broadway-Musical The Fig Leaves Are Falling. Es folgten kleine Rollen in Episoden der Fernsehserien The Survivors, Der Chef, FBI, Dr. med. Marcus Welby und Bonanza.

### Idol

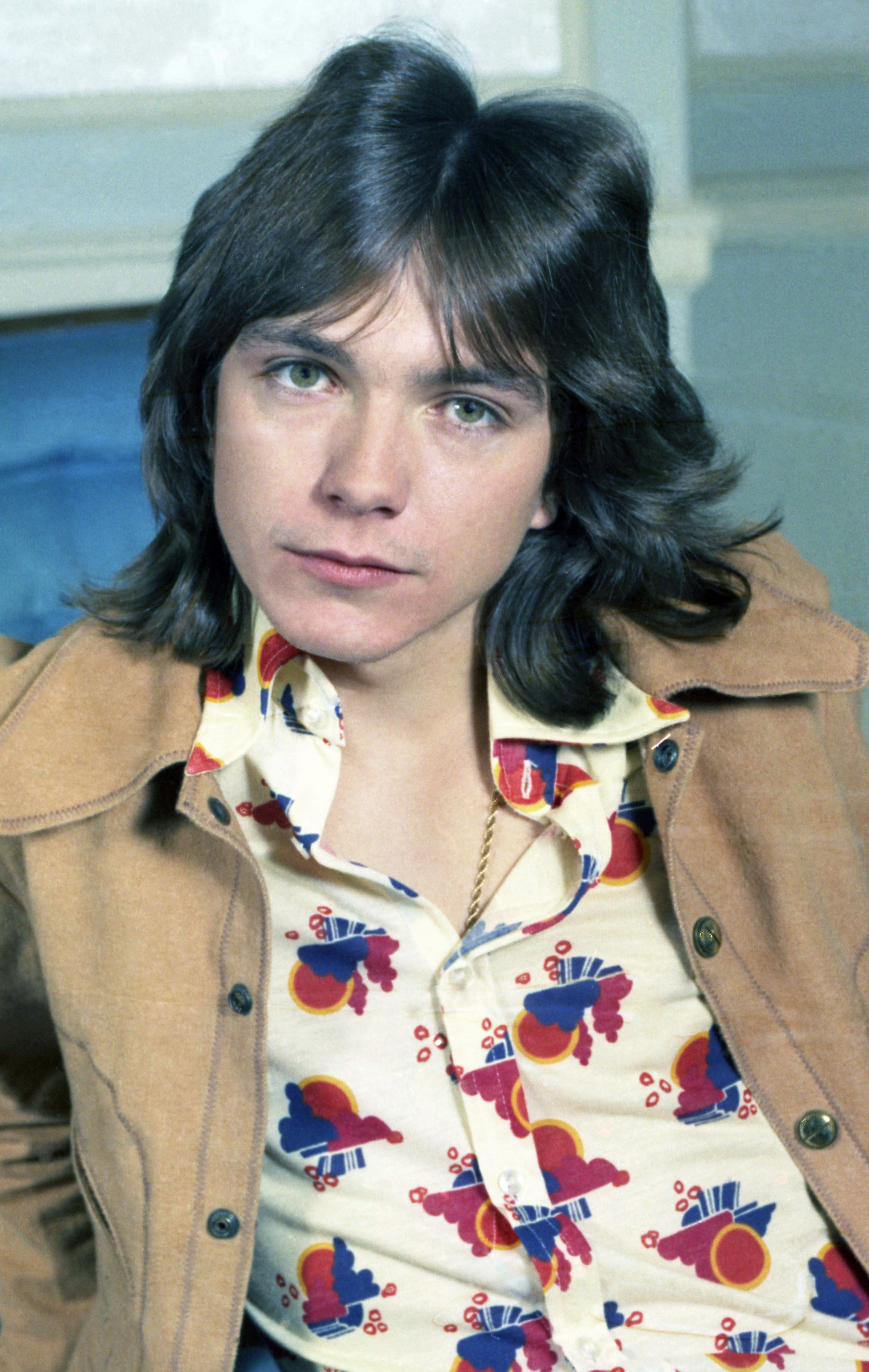
David Cassidy (1972)

Im Jahr 1970 engagierte die Hollywood-Filmproduktion Screen Gems Cassidy für die Fernsehserie Die Partridge Familie. Dort spielte er die Rolle des Keith Partridge, den ältesten Sohn einer aus einer Mutter und fünf Kindern bestehenden Popband, die mit einem umgebauten Schulbus durch Amerika tourt. Shirley Jones, seine Stiefmutter im echten Leben, spielte dabei auch in der Serie die Mutter seiner Figur. Die Lieder der Serie, von denen jeweils zwei pro Folge vorgestellt wurden, wurden als Singles und Plattenalben verkauft. Innerhalb weniger Monate katapultierte die Fernsehrolle Cassidy an die Spitze der US-Charts. Mit dem Verkauf der Fernsehserie nach Europa, Asien und Australien wurde Cassidy ein international bekanntes Idol, hauptsächlich bei Teenagern.
Zunächst war geplant, dass Cassidy wie alle anderen Schauspieler nicht selbst singen sollte, sondern dass die Lieder von Profis aus der Musikbranche synchronisiert werden sollten. Nachdem die Filmproduktion Cassidys musikalische Fähigkeiten entdeckt hatte, wurde er zum Leadsänger der Partridge Family. Für die ersten Staffeln der Serie wurde seine Stimme elektronisch bearbeitet, damit sie wie die eines 16- bzw. 17-Jährigen klang. Das Lied I Think I Love You hielt sich 1970 drei Wochen auf Platz eins der US-Charts und war die meistverkaufte amerikanische Platte des Jahres 1971. Doesn’t Somebody Want to Be Wanted und I’ll Meet You Halfway wurden Top-Ten-Hits. I Woke Up in Love This Morning und It’s One of Those Nights stiegen unter die ersten 20 auf.
Bald kamen auch Schallplatten mit eigenen Liedern auf den Markt. Auch sie machten ihren Weg in die Charts. Cherish erreichte Platz neun der US-Top-Ten. Cassidy verkaufte über 25 Millionen Alben und unternahm ausgedehnte Welttourneen. Seine Konzerte brachen die Kassenrekorde in Melbournes Cricket Grounds, Londons White Stadium, Houstons Astrodome und New Yorks Madison Square Garden. Pro Woche erhielt er rund 30.000 Briefe. Sein offizieller Fanclub war der größte weltweit und hatte mehr Mitglieder als die Clubs von Elvis Presley oder der Beatles. Seine Einnahmen zwischen 1970 und 1974 betrugen etwa acht Millionen US-Dollar, nach heutigem Wert rund 32 Millionen Dollar.
In Deutschland wurde Cassidy unmittelbar nach dem Start der Partridge Family im ARD-Vorabendprogramm 1972 zum begehrtesten Teen-Idol. Das Lied Rock Me Baby kam 1973 bis auf Platz neun der deutschen Charts, I Am a Clown bis Platz zwölf. In den Bravo-Jahrescharts 1973 belegte er die Plätze eins und drei. 1973, 1974 und 1975 erhielt er den goldenen Bravo Otto als beliebtester Sänger des Jahres, 1976 den silbernen Bravo Otto.
Großes Aufsehen erregte Cassidy, als er im Mai 1972 fast nackt auf der Titelseite des Rolling Stone posierte und gegenüber der Zeitschrift einräumte, er rauche Haschisch und habe Sex mit Groupies. Eine dieser Groupies war die deutsche Schauspielerin Judith „Puppa“ Armbrüster, die ihm bis nach Los Angeles nachreiste.

### Abstieg

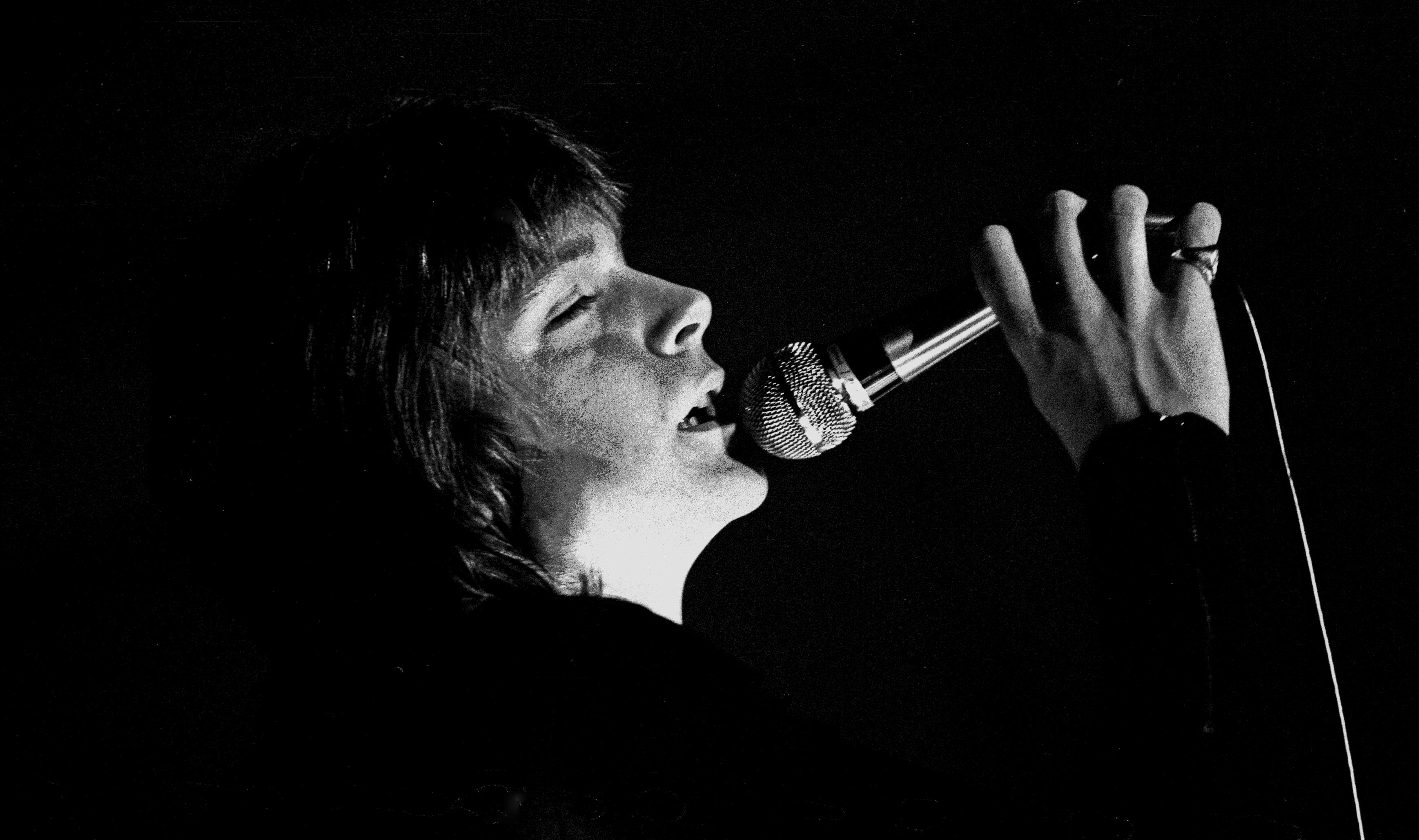
David Cassidy 1973 in Hamburg

Nachdem die Einschaltquoten der Fernsehserie The Partridge Family 1973 gesunken waren, wurde die Produktion im August 1974 eingestellt. Cassidy unternahm bis 1975 noch verschiedene Tourneen, produzierte bis 1976 Schallplatten. 1978 versuchte er wieder als Schauspieler Fuß zu fassen. Für eine Rolle in der Serie Police Story wurde er für den Emmy nominiert. Der US-Fernsehsender NBC verpflichtete ihn für die Serie David Cassidy: Man Under Cover. Nach der ersten Staffel wurde sie wegen schwacher Quoten ebenfalls eingestellt.
Das öffentliche Scheitern leitete eine Phase der Depression und des Alkoholkonsums ein. Sein Vermögen schrumpfte bis 1980 durch fehlgeschlagene Immobilienspekulationen auf rund 100.000 US-Dollar. Zu Beginn der 1980er Jahre versuchte er vergeblich ein Comeback am Broadway mit dem Musical Joseph and the Amazing Technicolor Dreamcoat. 1985 veröffentlichte Cassidy das Album Romance mit der Singleauskopplung The Last Kiss, die von George Michael im Chor begleitet wurde. Das Lied erreichte in Großbritannien und Deutschland die Top Ten der Single-Charts. Aber dieser Erfolg war nur von kurzer Dauer. 1986 war das gesamte Vermögen verbraucht.

### Comeback
Im Jahr 1987 übernahm Cassidy im Londoner West End die Titelrolle im Musical Time und gab das Trinken auf. 1993 vermochte er sich mit seinem Halbbruder Shaun Cassidy in dem Musical Blood Brothers am Broadway zu etablieren. Nach der Spielzeit am Broadway tourte er mit Blood Brothers durch die USA, spielte die Rolle drei Monate lang in der englischen Produktion in London.
Im November 1996 übernahm er die Hauptrolle in der Las-Vegas-Show EFX im MGM Grand Hotel, bescherte dem Casino zwei Jahre lang über 1000 gutbesuchte Aufführungen. Er trat mit der Schauspielerin Susan Dey (seine „Schwester“ Laurie in der Partridge Family) bei den MTV Video Music Awards auf. 1999 schrieb und produzierte er zunächst im Desert Inn, dann im Sahara Hotel & Casino erfolgreich die Retro-Show The Rat Pack Is Back!. Im Jahr 2000 hatte im Rio Hotel das von Cassidy geschriebene Musical At the Copa Premiere, in dem er auch die Hauptrolle des Johnny Flamingo spielte.
Cassidys Retro-CD Then and Now erreichte im Oktober 2001 in Großbritannien Platz fünf der Album-Charts und Gold-Status. Seither tourte er mit seinen alten Songs durch die USA und Großbritannien. 2002 machte er eine erfolgreiche Konzerttournee durch Australien. Im April 2005 war er eine Woche lang jeden Morgen Co-Moderator in der Paul Perry Radioshow auf der Chicagoer Oldies-Station WJMK-FM. 2009 spielte er eine Hauptrolle in der Comedy-Serie Ruby & the Rockits, die von seinem Bruder Shaun Cassidy für das TV-Network American Broadcasting Company produziert und geschrieben wurde.

### Karriereende
Nachdem seinen Fans bei einem Konzert im Februar 2017 aufgefallen war, dass er auf der Bühne mehrmals Gleichgewichtsstörungen und bei einigen seiner Songs Textaussetzer hatte, trat Cassidy mit dem Bekenntnis, an Demenz zu leiden, an die Öffentlichkeit. In einem Interview mit dem People Magazine gab er an, dass bereits sein Großvater und seine Mutter an Demenz gelitten hatten. Er habe deshalb die Entscheidung getroffen, seine Karriere als Musiker zu beenden und sich stattdessen auf seine Gesundheit und sein Wohlbefinden zu konzentrieren.

## Privates
Cassidy war in erster Ehe von 1977 bis 1983 mit der Schauspielerin Kay Lenz verheiratet. Seine 1984 geschlossene zweite Ehe mit Meryl Tanz wurde bereits im Jahr darauf geschieden. 1991 heiratete er die Komponistin Sue Shifrin-Cassidy (* 17. April 1949), im selben Jahr kam der gemeinsame Sohn Beau Devin (* 8. Februar 1991) zur Welt. Das Paar trennte sich Anfang 2014, die Scheidung folgte 2016. Aus einer früheren Beziehung mit dem Fotomodell Sherry Benedon stammt Tochter Katherine Evelyn Anita (* 25. November 1986), die unter dem Namen Katie Cassidy ebenfalls Schauspielerin wurde.
Cassidys private Leidenschaften waren Pferdezucht und Pferderennen. Er besaß ein Gut bei Saratoga Springs, New York, auf dem er englische Vollblüter züchtete.
Am 21. November 2017 starb Cassidy an Organversagen.

## Diskografie

### Alben
| Jahr | Titel                                        | Höchstplatzierung, Gesamtwochen, AuszeichnungChartplatzierungen (Jahr, Titel, Platzierungen, Wochen, Auszeichnungen, Anmerkungen) | Höchstplatzierung, Gesamtwochen, AuszeichnungChartplatzierungen (Jahr, Titel, Platzierungen, Wochen, Auszeichnungen, Anmerkungen) | Höchstplatzierung, Gesamtwochen, AuszeichnungChartplatzierungen (Jahr, Titel, Platzierungen, Wochen, Auszeichnungen, Anmerkungen) | Höchstplatzierung, Gesamtwochen, AuszeichnungChartplatzierungen (Jahr, Titel, Platzierungen, Wochen, Auszeichnungen, Anmerkungen) | Anmerkungen |
| Jahr | Titel                                        | DE | AT | UK | US | Anmerkungen |
| ---- | -------------------------------------------- | --- | --- | --- | --- | ----------- |
| 1972 | Cherish                                      | — | — | UK2 (44 Wo.)UK | US15 Gold · (23 Wo.)US |             |
| 1972 | Rock Me Baby                                 | DE9 (40 Wo.)DE | — | UK2 (20 Wo.)UK | US41 (17 Wo.)US |             |
| 1973 | Dreams Are Nuthin’ More Than Wishes          | — | — | UK1 Gold · (13 Wo.)UK | — |             |
| 1974 | Cassidy Live                                 | — | — | UK9 Gold · (7 Wo.)UK | — |             |
| 1975 | The Higher They Climb – The Harder They Fall | — | — | UK22 (5 Wo.)UK | — |             |
| 1985 | Romance                                      | DE22 (12 Wo.)DE | — | UK20 Silber · (6 Wo.)UK | — |             |
| 1990 | David Cassidy                                | — | — | — | US136 (11 Wo.)US |             |
| 2001 | Then and Now                                 | — | — | UK5 Gold · (18 Wo.)UK | US147 (1 Wo.)US |             |
| 2003 | A Touch of Blue                              | — | — | UK61 (2 Wo.)UK | — |             |

Weitere Alben
- 1975: Forever
- 1976: Home Is Where the Heart Is
- 1992: Didn’t You Used to Be …
- 1998: Old Trick New Dog
- 2000: Daydreamer
- 2010: Live in Concert
- 2018: Songs My Father Taught Me

### Kompilationen
| Jahr | Titel                                   | Höchstplatzierung, Gesamtwochen, AuszeichnungChartplatzierungen (Jahr, Titel, Platzierungen, Wochen, Auszeichnungen, Anmerkungen) | Höchstplatzierung, Gesamtwochen, AuszeichnungChartplatzierungen (Jahr, Titel, Platzierungen, Wochen, Auszeichnungen, Anmerkungen) | Höchstplatzierung, Gesamtwochen, AuszeichnungChartplatzierungen (Jahr, Titel, Platzierungen, Wochen, Auszeichnungen, Anmerkungen) | Höchstplatzierung, Gesamtwochen, AuszeichnungChartplatzierungen (Jahr, Titel, Platzierungen, Wochen, Auszeichnungen, Anmerkungen) | Anmerkungen              |
| Jahr | Titel                                   | DE | AT | UK | US | Anmerkungen              |
| ---- | --------------------------------------- | --- | --- | --- | --- | ------------------------ |
| 2006 | Could It Be Forever – The Greatest Hits | — | — | UK52 (2 Wo.)UK | — | mit The Partridge Family |

Weitere Kompilationen
- 1972: Portrait of David Cassidy
- 1973: David Cassidy
- 1974: David Cassidy’s Greatest Hits (UK: Silber)
- 1986: His Greatest Hits – Live (2 LPs)
- 1996: When I’m a Rock ’n’ Roll Star: The David Cassidy Collection
- 2000: The Definitive Collection (mit The Partridge Family)

### Singles
| Jahr | Titel Album                                                                         | Höchstplatzierung, Gesamtwochen, AuszeichnungChartplatzierungen (Jahr, Titel, Album, Platzierungen, Wochen, Auszeichnungen, Anmerkungen) | Höchstplatzierung, Gesamtwochen, AuszeichnungChartplatzierungen (Jahr, Titel, Album, Platzierungen, Wochen, Auszeichnungen, Anmerkungen) | Höchstplatzierung, Gesamtwochen, AuszeichnungChartplatzierungen (Jahr, Titel, Album, Platzierungen, Wochen, Auszeichnungen, Anmerkungen) | Höchstplatzierung, Gesamtwochen, AuszeichnungChartplatzierungen (Jahr, Titel, Album, Platzierungen, Wochen, Auszeichnungen, Anmerkungen) | Anmerkungen                                                               | [↑]: gemeinsam behandelt mit vorhergehendem Eintrag; [←]: in beiden Charts platziert |
| Jahr | Titel Album                                                                         | DE | AT | UK | US | Anmerkungen                                                               |                                                                                      |
| ---- | ----------------------------------------------------------------------------------- | --- | --- | --- | --- | ------------------------------------------------------------------------- | ------------------------------------------------------------------------------------ |
| 1971 | Cherish                                                                             | — | — | UK2 (17 Wo.)UK | US9 Gold · (12 Wo.)US | Autor: Terry Kirkman Original: The Association, 1966                      |                                                                                      |
| 1972 | Could It Be Forever Cherish                                                         | — | —[UK: ↑] | UK2 (17 Wo.)UK | US37 (9 Wo.)US | Autoren: Danny Janssen, Wes Farrell                                       |                                                                                      |
| 1972 | How Can I Be Sure Rock Me Baby                                                      | DE33 (1 Wo.)DE | — | UK1 (11 Wo.)UK | US25 (9 Wo.)US | Autoren: Eddie Brigati, Felix Cavaliere Original: The Young Rascals, 1967 |                                                                                      |
| 1972 | Rock Me Baby                                                                        | DE9 (24 Wo.)DE | AT14 (4 Wo.)AT | UK11 (9 Wo.)UK | US38 (8 Wo.)US | Autoren: Johnny Cymbal, Peggy Clinger                                     |                                                                                      |
| 1973 | I Am a Clown Cherish                                                                | DE12 (13 Wo.)DE | AT7 (8 Wo.)AT | UK3 (12 Wo.)UK | — | Autor: Tony Romeo                                                         |                                                                                      |
| 1973 | Some Kind of Summer Rock Me Baby                                                    | — | —[UK: ↑] | UK3 (12 Wo.)UK | — | Autor: Dave Ellingson Original: Trini Lopez, 1971                         |                                                                                      |
| 1973 | Daydreamer Dreams Are Nuthin’ More Than Wishes                                      | DE27 (7 Wo.)DE | — | UK1 (15 Wo.)UK | — | Autor: Terry Dempsey                                                      |                                                                                      |
| 1973 | Puppy Song Dreams Are Nuthin’ More Than Wishes                                      | — | —[UK: ↑] | UK1 (15 Wo.)UK | — | Autor: Harry Nilsson Original: Mary Hopkin, 1969                          |                                                                                      |
| 1973 | Day Dream Dreams Are Nuthin’ More Than Wishes                                       | DE48 (1 Wo.)DE | — | — | — | Autor: John Sebastian Original: Dora Hall, 1969                           |                                                                                      |
| 1974 | If I Didn’t Care Then and Now                                                       | DE43 (1 Wo.)DE | — | UK9 (8 Wo.)UK | — | Autor: Jack Lawrence Original: The Ink Spots, 1939                        |                                                                                      |
| 1974 | Please Please Me David Cassidy’s Greatest Hits                                      | — | — | UK16 (6 Wo.)UK | — | Autoren: John Lennon, Paul McCartney Original: The Beatles, 1963          |                                                                                      |
| 1975 | I Write the Songs / Get It Up for Love The Higher They Climb – The Harder They Fall | — | — | UK11 (8 Wo.)UK | — | Autor: Bruce Johnston, Ned Doheny Original: Johnny Rivers, 1974           |                                                                                      |
| 1975 | Darlin’ The Higher They Climb – The Harder They Fall                                | DE38 (2 Wo.)DE | — | UK16 (8 Wo.)UK | — | Autor: Brian Wilson Original: The Beach Boys, 1967                        |                                                                                      |
| 1985 | The Last Kiss Romance                                                               | DE10 (15 Wo.)DE | — | UK6 (9 Wo.)UK | — | Autoren: Alan Tarney, David Cassidy Backing Vocals: George Michael        |                                                                                      |
| 1985 | Romance (Let Your Heart Go) Romance                                                 | DE41 (7 Wo.)DE | — | UK54 (7 Wo.)UK | — | Autoren: Alan Tarney, David Cassidy Gastgesang: Barbara Trzetrzelewska    |                                                                                      |
| 1985 | Someone Romance                                                                     | — | — | UK86 (3 Wo.)UK | — | Autoren: Alan Tarney, Sally Boyden                                        |                                                                                      |
| 1990 | Lyin’ to Myself David Cassidy                                                       | — | — | — | US27 (16 Wo.)US | Autoren: David Cassidy, Sue Shifrin                                       |                                                                                      |

grau schraffiert: keine Chartdaten aus diesem Jahr verfügbar
Weitere Singles
- 1976: I Am a Clown
- 1976: Tomorrow
- 1976: Breakin’ Down Again
- 1976: January
- 1977: Saying Goodbye Ain’t Easy (We’ll Have to Go Away)
- 1985: Someone
- 1985: She Knows All About Boys
- 1988: How Can I Be Sure
- 1998: I Think I Love You
- 2008: I’ll Meet You Halfway – The Remixes (Promo)
- 2012: Sex Like

### Videoalben
| Jahr | Titel                                  | Höchstplatzierung, Gesamtwochen, AuszeichnungChartplatzierungen (Jahr, Titel, Platzierungen, Wochen, Auszeichnungen, Anmerkungen) | Höchstplatzierung, Gesamtwochen, AuszeichnungChartplatzierungen (Jahr, Titel, Platzierungen, Wochen, Auszeichnungen, Anmerkungen) | Höchstplatzierung, Gesamtwochen, AuszeichnungChartplatzierungen (Jahr, Titel, Platzierungen, Wochen, Auszeichnungen, Anmerkungen) | Höchstplatzierung, Gesamtwochen, AuszeichnungChartplatzierungen (Jahr, Titel, Platzierungen, Wochen, Auszeichnungen, Anmerkungen) | Anmerkungen                         |
| Jahr | Titel                                  | DE | AT | UK | US | Anmerkungen                         |
| ---- | -------------------------------------- | --- | --- | --- | --- | ----------------------------------- |
| 2018 | I Think I Love You: Greatest Hits Live | — | — | UK33 (1 Wo.)UK | — | Erstveröffentlichung: 6. April 2018 |

## Auszeichnungen für Musikverkäufe
Anmerkung: Auszeichnungen in Ländern aus den Charttabellen bzw. Chartboxen sind in ebendiesen zu finden.
| Land/RegionAuszeichnungen für Musikverkäufe (Land/Region, Auszeichnungen, Verkäufe, Quellen) | Silber     | Gold     | Platin | Verkäufe  | Quellen     |
| -------------------------------------------------------------------------------------------- | ---------- | -------- | ------ | --------- | ----------- |
| Vereinigte Staaten (RIAA)                                                                    | —          | 2× Gold2 | —      | 1.500.000 | US riaa.com |
| Vereinigtes Königreich (BPI)                                                                 | 2× Silber2 | 3× Gold3 | —      | 420.000   | bpi.co.uk   |
| Insgesamt                                                                                    | 2× Silber2 | 5× Gold5 | —      |           |             |

## Filmografie (Auswahl)
Fernsehserien
- 1969: Die Macht des Geldes (The Survivors, eine Folge)
- 1969: Der Chef (Ironside, eine Folge)
- 1970: FBI (The F.B.I., eine Folge)
- 1970: Dr. med. Marcus Welby (Marcus Welby, M.D., eine Folge)
- 1970: Adam-12 (eine Folge)
- 1970: Bonanza (eine Folge)
- 1970: Medical Center (eine Folge)
- 1970: Twen-Police (The Mod Squad, eine Folge)
- 1970–1974: Die Partridge Familie (The Partridge Family, 96 Folgen)
- 1978: Police Story (eine Folge)
- 1978–1979: David Cassidy – Man Undercover (10 Folgen)
- 1980: Love Boat (The Love Boat, eine Folge)
- 1982: Matt Houston (eine Folge)
- 1980, 1983: Fantasy Island (2 Folgen)
- 1983: Die unglaublichen Geschichten von Roald Dahl (Tales of the Unexpected, eine Folge)
- 1988: Alfred Hitchcock zeigt (Alfred Hitchcock Presents, eine Folge)
- 1991: Flash – Der Rote Blitz (The Flash, eine Folge)
- 1992: The Ben Stiller Show (1 Folge)
- 1993: Ein Schloß am Wörthersee (1 Folge)
- 1995: Nachtschicht mit John (The John Larroquette Show, eine Folge)
- 2003: The Agency – Im Fadenkreuz der C.I.A. (The Agency, eine Folge)
- 2003: Malcolm mittendrin (Malcolm in the Middle, eine Folge)
- 2004: Kim Possible (eine Folge, Stimme)
- 2005: Office Girl (Less than Perfect, eine Folge)
- 2009: Ruby & the Rockits (10 Folgen)
- 2013: CSI: Vegas (CSI: Crime Scene Investigation, eine Folge)

Filme
- 1980: Die Nacht, als der Terror tobte (The Night the City Screamed, Fernsehfilm)
- 1983: Parade of Stars (Fernsehfilm)
- 1990: Instant Karma
- 1990: The Spirit of ’76
- 2005: Popstar – Aller Aufstieg ist schwer … (Popstar)
- 2006: Biography (Dokumentation)

## Schriften
- David Cassidy, Chip Deffaa: C’mon, Get Happy: Fear and loathing on the Partridge Family Bus. Warner Books, New York 1994, ISBN 0-446-39531-5.
- David Cassidy: David in Europe: Exclusive David’s Own Story in David’s Own Words. Daily Mirror Books, London 1973, ISBN 0-85939-014-4.